# Erdélyi magyar evangélikus egyházkerület
Az Erdélyi magyar evangélikus egyházkerület, a gyulafehérvári róm. kat. egyházmegyének Meszesen túli részében általánosságban véve a vármegyék és székely székek egyházközségeiből alakult olyanképpen, hogy legkésőbb 1554-ben, de valószínűleg már 1553-ban megválasztották püspöküket egy Tamás nevű volt szerzetes személyében, aki alighanem azonos volt az ekkori ily nevű fogarasi pappal. Püspöki állását 1557-nek körülbelül februárjában Dávid Ferenc kolozsvári plébánossal töltötték be, aki azonban 1559-ben le-mondott róla. Helyébe még ez évben Alesius Dénes szászfenesi pap lépett, akit aztán 1564-ben a fejedelem tett le. Az 1571. szept. 9-én megnyílt szász zsinat alkalmából az ott szintén megjelent magyar evangélikusok a reformátusokkal közösen újból Alesiust választották püspökükké, akinek 1577 tavaszán bekövetkezett halálával végleg feloszlott a kerület. Ennek 1557-ben kilenc egyházmegyéje lehetett, úgymint a gyalui, küküllői, székelyföldi, belsőszolnoki, dobokai, tordai, vajdahunyadi, gyulafehérvári, és a nagyváradi róm. kat. püspökségből ide csatlakozott kalotaszegi, de a következő években annyira tömegesen állottak át hívei a helvét irányhoz, hogy 1565-ben már csupán a kevéssel előbb keletkezett bonyhai káptalan szerepelt magyar lutheránus testületként. Ez utóbbi is megszűnt, amikorra másodszor püspök lett Alesius. A felsoroltakon kívül nem is volt püspöke.